# Gabriel Obertan
Gabriel Obertan (Pantin, 1989. február 28. –) francia labdarúgó, aki jelenleg az Erzurumspor-ban játszik. Középpályásként és csatárként is bevethető.

## Pályafutása

### Kezdeti évek
Obertan Pantinban, a Paris-Pantinban kezdett futballozni, majd 2002-ben úgy érezte, eljött az idő, hogy magasabb szintre lépjen, ekkor ment át a Paris FC ifiakadémiájára. A következő három évben aztán megjárta a Paris Saint-Germaint, a Clairefontaine akadémiát és a Bordeaux-t is, végül a legutóbbinál állapodott meg.

### Bordeaux
Egy évet töltött a Bordeaux tartalékcsapatában, mielőtt 2006-ban megkapta volna első profi szerződését és a 26-os számú mezt az első csapatnál. 2006. szeptember 30-án, 17 évesen, a Valenciennes ellen mutatkozott be a bajnokságban. Első góljára 2007. április 22-ig kellett várni, a Saint-Étienne ellen volt eredményes a hosszabbításban, csapata végül 2–0-ra nyert. Első szezonjában 17-szer kapott lehetőséget, 16-szor csereként.
A 2007–08-as idényben már 26 alkalommal léphetett pályára és két gólt szerzett, bár sok játékos volt felette a ranglétrán. A következő idényben már alig jutott lehetőséghez, ezért a Bordeaux menedzsere, Laurent Blanc úgy döntött, kölcsönadja a Lorient-nak. Ott 15 találkozón játszott és egy gólt szerzett, a Grenoble ellen.

### Manchester United
2009. július 6-án a Manchester United és a Bordeaux megegyezett Obertan vételárában, aki másnap Manchesterbe utazott, hogy átessen az átigazolások előtt kötelező orvosi vizsgálatokon. Július 8-án vált hivatalossá az átigazolás. A Vörös Ördögök 3 millió fontot fizettek érte és egy négy évre szóló szerződést adtak neki. Két Manchesterben töltött év után, amely alatt huszonnyolcszor lépett pályára az első csapatban, meg nem nevezett összegért tette át székhelyét Newcastlebe.

### Newcastle United
2011. augusztus 9-én a Newcastle United vásárolta meg játékjogát, vételárát nem hozták nyilvánosságra.

### Wigan Athletic
2017. január 31-én az angol másodosztályban szereplő Wigan Athletic szerződtette.

## Válogatott
Obertan U16-os, U17-es, U18-as és U19-es szinten is képviselte már Franciaországot. Jelenleg az U21-es csapat tagja, eddig egy gólt szerzett, Anglia ellen.